# 小管鼻蝠
小管鼻蝠（学名：Murina aurata）为蝙蝠科管鼻蝠属的动物。分布亚洲东部和南部，包括中国黑龙江、贵州、云南、甘肃、四川、西藏、吉林等地，一般栖息于山地森林。该物种的模式产地在四川宝兴。

## 亚种
- 小管鼻蝠指名亚种（学名：Murina aurata aurata），Milne-Edwards于1872年命名。在中国大陆，分布于西藏、贵州、云南、四川等地。该物种的模式产地在四川宝兴。[3]
- 小管鼻蝠缅甸亚种（学名：Murina aurata feae），Thomas于1891年命名。在中国大陆，分布于西藏等地。该物种的模式产地在缅甸。[4]